# Багно, Всеволод Евгеньевич
Все́волод Евге́ньевич Багно́ (род. 7 июня 1951, Энгельс) — советский и российский литературовед-испанист, переводчик. Член-корреспондент Российской академии наук с 25 мая 2006 года по Отделению историко-филологических наук (литературоведение).

## Биография
Окончил испанское отделение филологического факультета ЛГУ (1974), поступил в аспирантуру ИРЛИ АН СССР (ученик академика М. П. Алексеева). С 1978 года работает в ИРЛИ, с 1981 года — младший научный сотрудник, с 1986 года — научный сотрудник, с 1994 года — заведующий Отделом взаимосвязей русской и зарубежных литератур, с 2007 по 2017 год — директор института, с 2017 — научный руководитель Института. Кандидат филологических наук (1977, диссертация «Эмилия Пардо Басан и русская литература в Испании»), доктор филологических наук (1994, диссертация «Русская и мировая судьба мифа о Дон Кихоте»), профессор и член диссертационного совета филологического факультета СПбГУ.
Главный редактор журнала «Русская литература», член редколлегии журнала «Известия РАН. Серия литературы и языка» и серии «Литературные памятники» с 1989 года, заместитель председателя редколлегии. Председатель редколлегии Полного собрания сочинений Ф. М. Достоевского в 35 томах, член редколлегии Полного собрания сочинений А. С. Пушкина. Член общественных советов журнала «Звезда» и премии «Большая книга». Член Международного объединения исследователей Сервантеса (1990), президент Санкт-Петербургской общественной организации «Фонд „Сервантес“». Член Союза писателей Санкт-Петербурга.
Заместитель председателя Научного совета РАН «История мировой культуры» (с 2021). Член экспертного совета по поддержке, сохранению и развитию русского языка при Комитете по образованию и науке Совета Федерации РФ, Совета по науке и инновациям при Министерстве культуры РФ и Совета по культуре речи при Губернаторе Санкт-Петербурга. Член Правления Фонда имени Д. С. Лихачёва. Входит в состав наблюдательного совета Гуманитарных чтений РГГУ и экспертной комиссии, осуществляющей оценку заявок на выполнение в СПбГУ фундаментальных исследований из средств федерального бюджета.
Сопредседатель комиссии «Россия, Испания, Латинская Америка: связи и отношения культур» Научного совета по истории мировой культуры РАН. Председатель жюри международного конкурса юных талантов «Звезда Прометея», а также конкурса по литературе в рамках Межрегионального историко-просветительского конкурса исследовательских и творческих работ студентов «Служение Отечеству: события и имена».

## Литературная деятельность
Переводит стихи и прозу с испанского, каталанского, французского языков (Рамон Льюль, Луис де Леон, Франсиско Кеведо, Хосе Ортега-и-Гассет, Рамон дель Валье-Инклан, Хорхе Луис Борхес, Хулио Кортасар, Сальвадор Эсприу, Артюр Рембо, Жермен Нуво и др.).
Автор нескольких книг иронических афоризмов («Под абсурдинку», 2001—2011).

## Основные работы
Автор свыше 280 научных публикаций.
- Эмилия Пардо Басан и русская литература в Испании (1982)
- Дорогами «Дон Кихота» (1988, в серии «Судьбы книг»)
- Восприятие русской литературы за рубежом. XX век (1991),
- «Образ России. Россия и русские в восприятии Запада и Востока» (1998),
- El Quijote vivido por los rusos (1995)
- Русские маршруты в Испании (2004)
- Русская поэзия Серебряного века и романский мир (2005)
- Россия и Испания: общая граница (2005)
- Дон Кихот в России и русское донкихотство (2009)
- Миф — образ — мотив: русская литература в контексте мировой (2014)
- Русское донкихотство как феномен культуры
- «Дар особенный». Художественный перевод в истории русской культуры. М.: Новое литературное обозрение, 2016. — 360 с. — ISBN 978-5-4448-0590-9 / 9785444805909.
- «Испанцы трех миров» (2020)

## Награды
- Медаль ордена «За заслуги перед Отечеством» II степени (5 февраля 2024 года) — за большой вклад в развитие отечественной науки, многолетнюю плодотворную деятельность и в связи с 300-летием со дня основания Российской академии наук[1].
- Офицер Креста ордена Изабеллы Католической (Испания).